# أغو دي ستشورا
أغو دي ستشورا (بالإنجليزية: Ago di Sciora)‏ هو أحد جبال سلسلة سلسلة بريغاغليا وجزء من القمة الأم بيزو شنغالو يقع في كانتون غراوبوندن، سويسرا. يبلغ ارتفاع الجبل حوالي 3205 متر، بينما يبلغ ارتفاع نتوء الجبل 105 متر، وقد سجل أول وصول لقمة الجبل عام 1893.